# 伯特-米莱特纪念喷泉
伯特-米莱特纪念喷泉（英語：Butt-Millet Memorial Fountain）是一座位于美国华盛顿哥伦比亚特区总统公园的纪念噴泉。于1913年十月正式完工。用以纪念1912年4月15日泰坦尼克号沉没事故中双双罹难的阿奇博·伯特与法蘭西斯·戴維斯·米萊特。前者为美国总统威廉·霍华德·塔夫脱的军事顾问，后者是一位新聞從業員、画家，同时也是伯特的密友及室友。

## 背景與興建

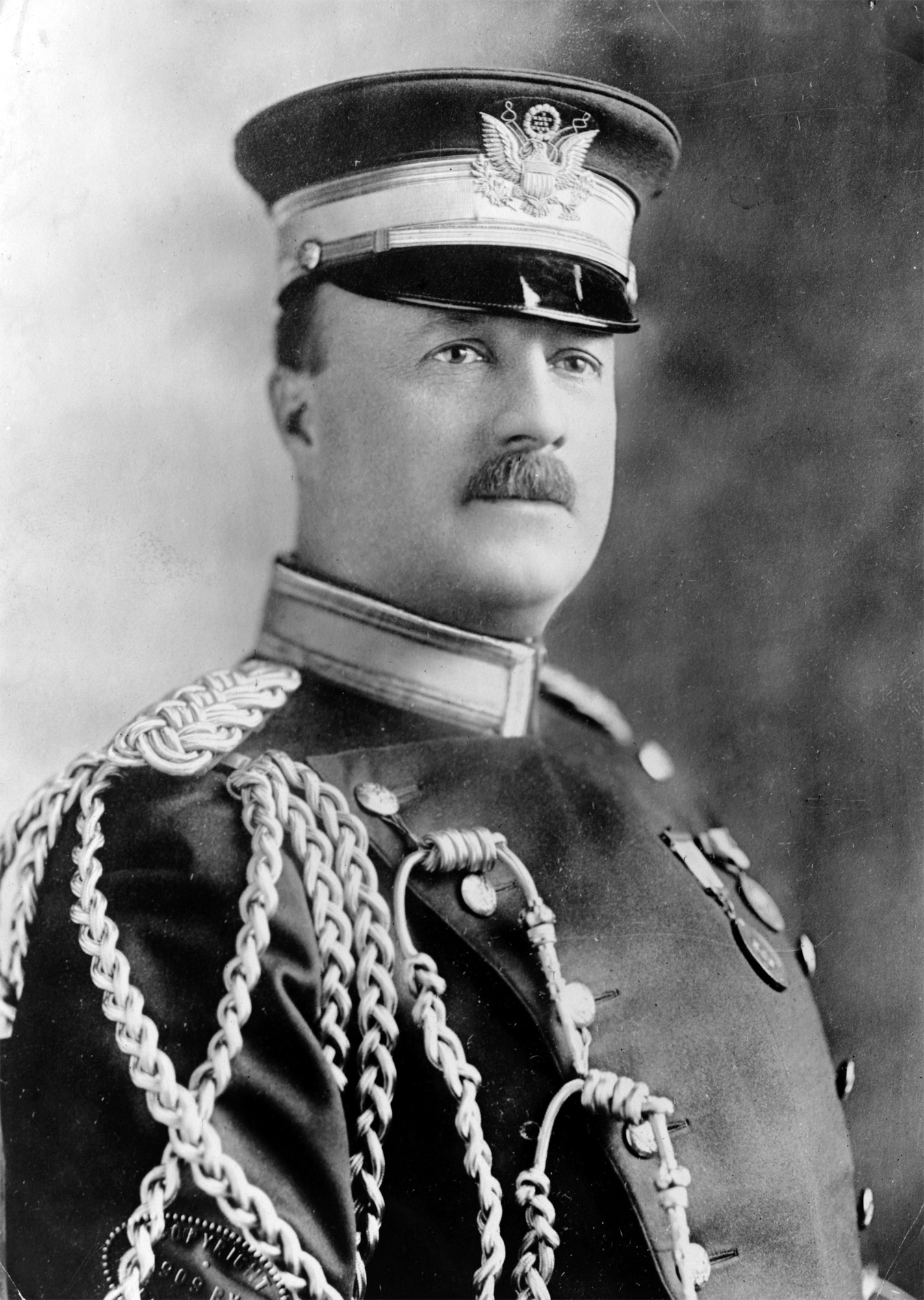
阿奇博尔德·伯特，1909年

阿奇博·伯特是美国陆军军需兵团中一名军官，曾于1898年至1904年间在菲律宾服役。1904年，返回华盛顿特区驻扎。1906年，又前往古巴服役，一直到1908年。在菲律宾服役期间，他因工作出色且富有思想，给时任总统西奥多·罗斯福留下了深刻印象。1900年至1901年，威廉·霍华德·塔夫脱曾担任第二届菲律宾委员会主席，该机构在美西战争及美菲战争第一次战役中组织过该国政府。他还在1901至1904年间担任菲律宾总督。塔夫脱因曾与伯特一同在海外工作而对他颇为熟悉。1908年4月，老罗斯福总统聘请伯特为其军事顾问，1909年3月塔夫脱就任美国总统后，仍将他留下做其幕僚。伯特展现出了惊人的谈判能力与计算头脑，使其成为塔夫脱政府在联邦预算问题中事实上的首席谈判代表。1911年，伯特晋升为少校。
伯特府邸位于华盛顿G街西北2000号，后在1914年出售给一名亚拉巴马州参议员。大约从1910年开始，伯特与米莱特居于一处（米莱特的妻子莉莉留在意大利的家中）。两人关系密切，因举办国会议员、最高法院大法官和塔夫脱总统出席的的大型聚会而知名。华盛顿邮报将他们的友谊与达蒙和皮蒂亚斯的关系相提并论。
1912年，塔夫脱的第一个任期即将结束。先前竞选失利的老罗斯福考虑竞选总统，与之抗衡。伯特与两人都有交往，故而陷入纠结沮丧的境地。米莱特说服塔夫脱准许伯特在总统初选前休假疗养。3月1日，伯特与米莱特一起动身前往欧洲，享受六周的休假。4月10日，伯特登上泰坦尼克号，准备返回美国。当日晚些时候，米莱特也于法国瑟堡登船。4月14日泰坦尼克号撞上冰山时，两人正在头等舱吸烟室打牌。两个半小时后，船只沉没，1500多人丧生。
两人在泰坦尼克号沉没事故中皆不幸罹难，伯特的遗体不知所踪，米莱特的遗体于4月27日被打捞起来，后葬于马萨诸塞州布里奇沃特。
当得知伯特遇难的消息后，塔夫脱几近崩溃，浑身颤抖，呜咽哭泣。5月2日，伯特的追悼会在其佐治亚州亚特兰大的家中举行，塔夫脱在致辞时几度崩溃，他说：
|  | 如果阿奇可以选择什么时候离世的话，他一定会选择上帝所给的时间。他一生都在牺牲自我，服务他人。忘我已成为他性格的一部分。每个认识他的人都称呼他为阿奇。恕我在这里演说之前未能做好任何准备。我试着去做过，却以失败而告终。他离我太近了。他忠于我的前任——提拔他为军事顾问的罗斯福先生，对我来说，他就像儿子、兄弟一般。 |

当月5号，在华盛顿特区举办了第二场追悼会，塔夫脱在读悼词时泣不成声。

### 建造

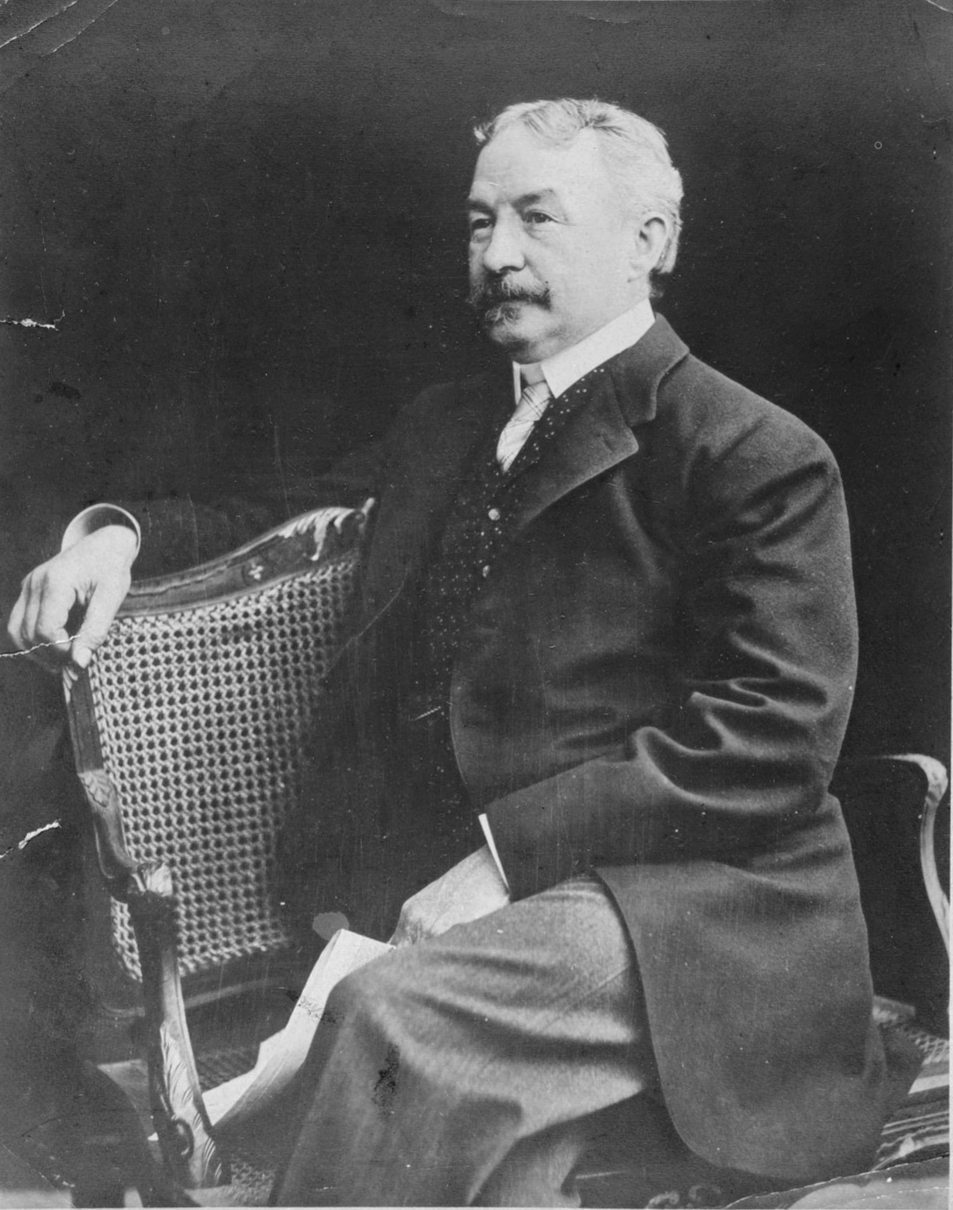
法兰西斯·戴维斯·米莱特，摄于1912年，不久之后他不幸罹难

1912年5月16日，美国佐治亚州参议员奧古斯塔斯·奧克塔維烏斯·培根递交了一份提案，请求授权私人在哥伦比亚特区某处联邦政府所拥有的土地上建造伯特与米莱特纪念建筑。他认为伯特与米莱特（遇难时为美國美術委員會副主席）皆为公务人员，应当与其他死者分开纪念。培根还稱，市内的一些纪念建筑亦是由私人出资建造的，故伯特-米莱特纪念喷泉并无不同。其最初计划于美國國會大廈、国会图书馆或白宮的土地上修建。培根请求参议院尽快采纳提案，但被另一位参议员威廉·博拉拒绝。提案随后转交至国会图书馆委员会，该委员会代表美国国会接收艺术品，并指定安置位置。
培根发起提议不久之后，相关计划便已经展开。塔夫脱同意出任纪念委员会主席，其私人秘书查爾斯·D·希爾斯及军事顾问斯賓塞·寇司比上校代表委员会牵头筹款。到五月中旬，已有多名政府高官及外交官员捐赠了数千美元，塔夫脱为首位捐款者。与此同时，总统公园南侧的椭圆形草坪被选中成为纪念建筑地点。而最初的计划只是树立一块青铜板。
6月8日，此提案在参议院遭到否决。委员会后于8月10日再次进行了报告。12日，参议院表决通过提案。22日提交到众议院，并在次日获得通过。在最终颁布的决议中，取消了对纪念建筑地址的限制。当月24日，塔夫脱总统正式签署该法令。
而在此期间，委员会变更了原有计划，尽管在国会报告中仍是建造青铜板的计划。5月的一封募款信件中提及委员会尚未确定纪念建筑的形式。而在4月初，委员会考虑于青铜板处再建造一个喷泉。并确定托马斯·黑斯廷斯及丹尼尔·切斯特·弗伦奇两人为设计师。8月底，委员会放弃了原定的青铜板，决定只建造一座喷泉。1913年，又增加了两座浮雕，一座代表騎士精神，另一座代表艺术，以分别纪念伯特与米莱特。
根据法令，总统与图书馆委员会都需对纪念建筑的选址与形式进行批复。经批准之后，喷泉于1913年6月18日开始建造。整个工程花费共3,000多美元。黑根廷斯与弗伦奇进行了一些无偿工作。
1912年，有报道称塔夫脱总统计划精心举办纪念喷泉的开幕典礼，但他在大选中败给伍德罗·威尔逊，于1913年底卸任总统职位。故在10月25日伯特-米莱特纪念喷泉的亮相之际，未有举行任何仪式。
捐赠者包括约翰·达斯汀·阿奇博、亨利·培根、凯尼恩·考克斯、赫爾穆特·約翰內斯·路德維希·馮·毛奇、亨利·刘易斯·史汀生、弗朗西斯·沃伦等人。

## 概况

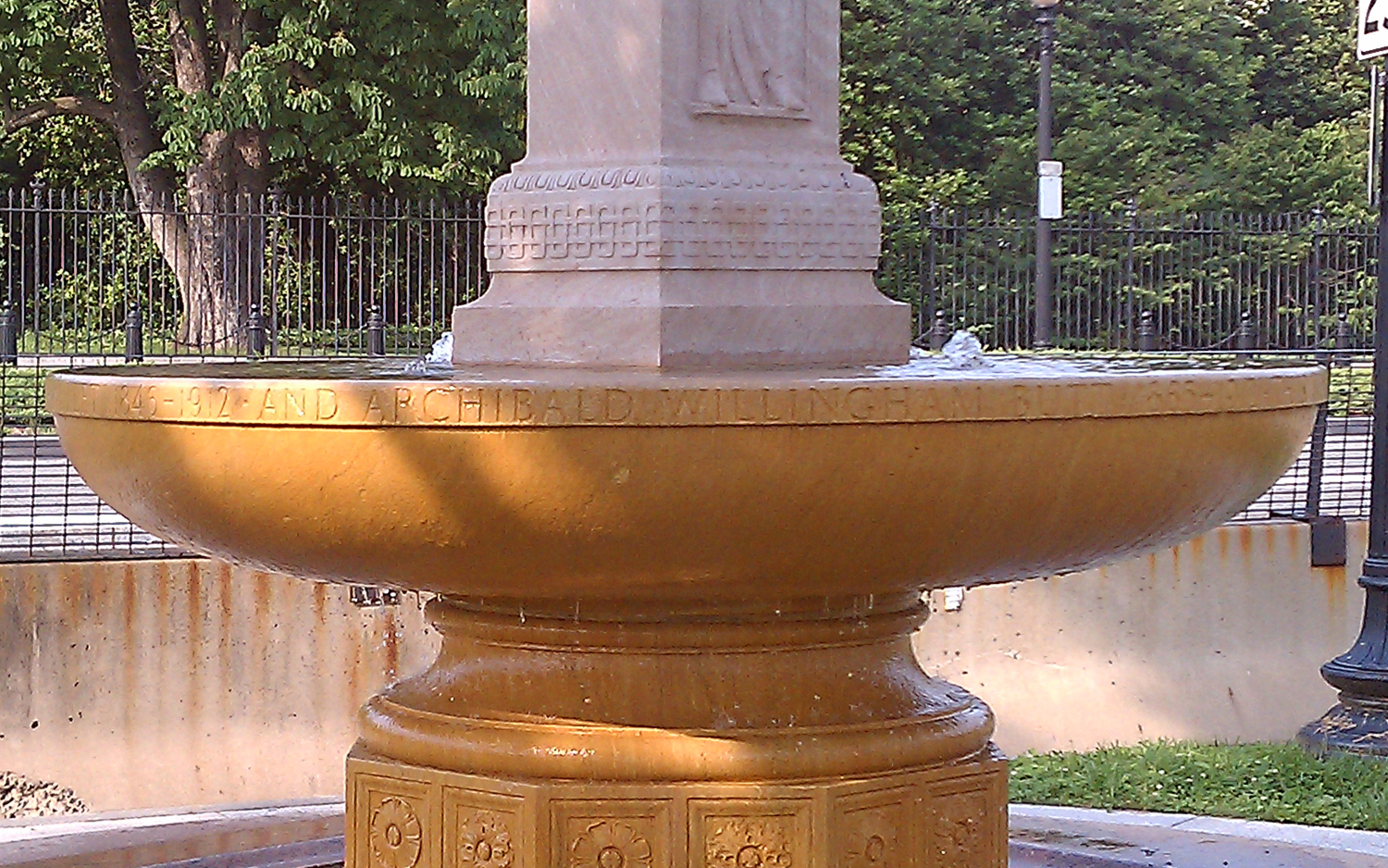
伯特-米莱特纪念喷泉浮雕细节

伯特-米莱特纪念喷泉位于椭圆形草坪西北部，椭圆形街道西北与E街西北交汇点以西。喷泉全高12英尺（3.7），基座为一块八边形灰色花岗岩，上承载着8英尺（2.4）宽由金黄色田纳西大理石建成的碗状结构。碗中央为灰色花岗岩材质的新古典主義石柱。上有兩幅浮雕，分別位於南北兩側。北側的浮雕是一個手持刷子與調色板的婦女，代表著藝術。南側的浮雕上繪有一位穿著頭盔與鎧甲的男人，手持一面盾牌，寓意著騎士精神。在碗中花崗岩柱周圍的有四個小球，向外噴水，水自碗的邊緣流入淺淺的花崗岩基座，噴泉的碗狀結構可供公園巡警的馬匹飲水。
碗沿外侧有一圈文字，寫道：「谨以纪念阿奇博·伯特 – 1846–1912 – 与法兰西斯·戴维斯·米莱特 – 1865–1912。此紀念碑由他們的朋友依照國會裁決樹立。」

### 脚注以及网络资料
1. 1 2 3  "Butt, Archibald Willingham DeGraffenreid," in The Encyclopedia of Louisville, p. 150.
2. ↑  "Major Archibald Butt." New York Times. April 16, 1912. （页面存档备份，存于） Accessed 2012-05-18.
3. ↑  Gould, p. 208.
4. ↑  Bromley, p. 52.
5. ↑  "Maj. Butt's Home Sold." Washington Post. November 22, 1912.
6. ↑  Brewster, p. 30.
7. ↑  Davenport-Hines, Richard. "The History Page: Unsinkable Love." The Daily. March 20, 2012. Accessed 2012-05-18.
8. ↑  "Millet Planned Trip." Washington Post. April 18, 1912.
9. ↑  Abbott, p. xi–x.
10. ↑  Garrison, p. 89.
11. ↑  "Major Butt on Sick Leave." New York Times. March 1, 1912.
12. ↑  Lynch, p. 84.
13. ↑  Schemmel, p. 148.
14. ↑  "Millet's Body Found." Washington Post. April 28, 1912; "Funeral Services for Millet." New York Times. May 2, 1912.
15. ↑  Quoted in Stephenson, p. 219.
16. ↑  Quote in Mowbray, p. xvi.
17. ↑  "Taft in Tears as He Lauds Major Butt." New York Times. May 6, 1912.
18. ↑  Tompkins and Boucher, p. 12.
19. 1 2  "Asks Memorial Site." Washington Post. May 17, 1912.
20. 1 2 3 4 5 6 7  "Memorial to Titanic Dead." Washington Post. October 26, 1913.
21. 1 2 3 4  "Butt-Millet Memorial." New York Times. May 31, 1912.
22. 1 2  The Fountain in Memory of..., p. 5. （页面存档备份，存于） Accessed 2012-05-18.
23. ↑  "Butt and Millet Tribute." Washington Post. June 9, 1912.
24. ↑  "Favors Butt-Millet Shaft." Washington Post. August 13, 1912.
25. ↑  "For Butt-Millet Titanic Memorial." New York Times. August 23, 1912.
26. 1 2 3  "Deadlock Keeps Congress Sitting." New York Times. August 25, 1912.
27. ↑  The Fountain in Memory of..., p. 6. （页面存档备份，存于） Accessed 2012-05-18.
28. 1 2 3  Committee on the Library, p. 1. （页面存档备份，存于） Accessed 2012-05-18.
29. ↑  "Monument to Maj. Butt." Washington Post. April 13, 1913.
30. ↑  Committee on the Library, p. 2. （页面存档备份，存于） Accessed 2012-05-18.
31. ↑  "Monument to Butt Soon." New York Times. June 19, 1913.
32. ↑  The Fountain in Memory of..., p. 7. （页面存档备份，存于） Accessed 2012-05-18.
33. ↑  The Fountain in Memory of..., p. 13-14. （页面存档备份，存于） Accessed 2012-05-18.
34. 1 2  The Fountain in Memory of..., p. 11. （页面存档备份，存于） Accessed 2012-05-18.
35. ↑  Evelyn, Dickson, and Ackerman, p. 182.
36. 1 2 3  "For Butt-Millet Memorial." New York Times. October 24, 1913.
37. 1 2  Carrier, p. 88.
38. 1 2  The Fountain in Memory of..., p. 9-10. （页面存档备份，存于） Accessed 2012-05-18.
39. ↑  . U.S. National Park Service.   [2012-05-21]. （原始内容存档于2012-05-23）.

### 书籍
- F. Abbott, Lawrence. . Garden City. 1924.
- Hugh, Brewster. . New York: Random House. 2012.
- Thomas J., Carrier. . Arcadia Publishing. 1999.
- . Committee on the Library. 1912-06-08.
- Evelyn, Douglas E.; Dickson, Paul; Ackerman, S.J. . Capital Books. 2008. ISBN 1-933102-70-5.
- . Washington, D.C. 1913.
- Webb B., Garrison. . Nashville, Tenn: Rutledge Hill Press. 1998.
- Don, Lynch. . New York: Hyperion. 1993.
- William, Schemmel. . Guilford, Conn: Globe Pequot Press. 2011.
- George M., Stephenson. . New York: Harper & Bros. 1939.
- Sally K., Tompkins; Boucher, Jack E. . Washington, D.C.: Smithsonian Institution Press. 1993.